# Eroe nazionale dell'Armenia
Il titolo di eroe nazionale dell'Armenia è il più alto titolo onorifico dell'Armenia.

## Storia
L'onorificenza è stata istituita il 1º aprile 1994 ed è stata assegnata per la prima volta il 28 luglio 1994.

## Assegnazione
Il titolo è assegnato ai cittadini:
- per la difesa del paese e per il aver rafforzato lo Stato di diritto e per il contributo nel creare valori significativi nazionali.

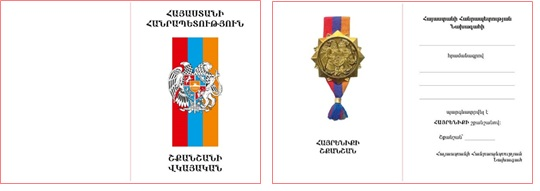
Documento di attestazione

## Insegne
- Il nastro è per un terzo arancione, un terzo blu e un terzo rosso.

## Insigniti[1]
1. Sua Santità Vazgen I (28 luglio 1994) - Catholicos d'Armenia e di tutti gli armeni
2. Viktor Amazaspovič Ambarcumjan (11 ottobre 1994) - Astronomo e astrofisico
3. Alex Manoogian (14 ottobre 1994) - Imprenditore e filantropo
4. Jivan Zavenovich Abrahamyan (20 settembre 1996, postumo) - Combattente, ucciso nella prima guerra del Nagorno Karabakh
5. Vitya Voroshevich Ayvazyan (20 settembre 1996, postumo) - Combattente, ucciso nella prima guerra del Nagorno Karabakh
6. Moses Gorgisyan (20 settembre 1996, postumo) - Attivista e politico del Movimento Karabakh, ucciso nella prima guerra del Nagorno Karabakh
7. Tatul Krpeyan (20 settembre 1996, postumo) - Combattente, ucciso nella prima guerra del Nagorno Karabakh
8. Mont'ē Melk'onean (20 settembre 1996, postumo) - Partigiano, ucciso nella prima guerra del Nagorno Karabakh
9. Geghaznik Mikaelian (20 settembre 1996, postumo) - Combattente, ucciso nella prima guerra del Nagorno Karabakh
10. Yuri Poghossian (20 settembre 1996, postumo) - Combattente, ucciso nella prima guerra del Nagorno Karabakh
11. Karen Demirchyan (27 dicembre 1999, postumo) - Politico, già presidente dell'Assemblea Nazionale, ucciso in parlamento [2]
12. Vazgen Sargsyan (27 dicembre 1999, postumo) - Politico, ucciso in parlamento
13. Charles Aznavour (27 maggio 2004) - Cantautore, attore e diplomatico
14. Kirk Kerkorian (27 maggio 2004) - Aviatore e imprenditore
15. Nikolaj Ivanovič Ryžkov (6 dicembre 2008) - Politico
16. Hovhannes Chekijyan (30 dicembre 2017) - Direttore d'orchestra e direttore artistico del coro accademico statale armeno
17. Eduardo Eurnekian (21 settembre 2017) - Imprenditore